# 호아빈성
호아빈(베트남어: Tỉnh Hòa Bình / 和平省)은 베트남의 오래된 지방이다. 2025년 6월 12일, 호아빈 성이 푸토성 편입되었다.

## 역사
호아빈 성은 1886년 6월 22일 므엉성이라는 이름의 통킹 칙령에 따라 헝호아성, 선떠이성, 하노이, 닌빈성에서 므엉 다수를 분할하여 만들어졌다. 호아빈이라는 이름은 한월어 화평(和平)을 베트남어로 독음한 것이다.
호아빈성은 다박현(Đà Bắc District) 쯔보(Chợ Bờ)에서 관리되었기 때문에 같은 해 11월경까지 쯔보성이라고도 불렸다. 이후 프엉럼현(오늘날의 벗밧현)으로 이전되었다. 1888년 4월에 프랑스 식민지 당국에 의해 프엉럼성(Phương Lâm Province)으로 개칭되었다.
1891년 3월 18일 프랑스령 인도차이나 총독은 지방의 이름이 6개 현(르엉선, 끼선, 락선, 락투이, 마이쩌우, 다박)을 가진 호아빈성으로 변경될 것이라고 선언했다. 이후의 행정 단위 변화는 다음과 같다.
- 1957년 10월 15일 떤락현이 락선현에서 떨어져 나와 형성되었다.
- 1959년 4월 17일, 낌보이현이 르엉선현에서 떨어져 나와 형성되었다.
- 1964년 8월 17일, 옌투이현이 락투이현의 일부에서 분리되어 형성되었다.
- 2001년 12월 12일, 까오퐁현이 끼선현의 일부에서 떨어져 나와 형성되었다.
- 2019년 12월 17일, 끼선현이 호아빈시에 합병되어 끼선방으로 변경되었다.

## 행정 구역

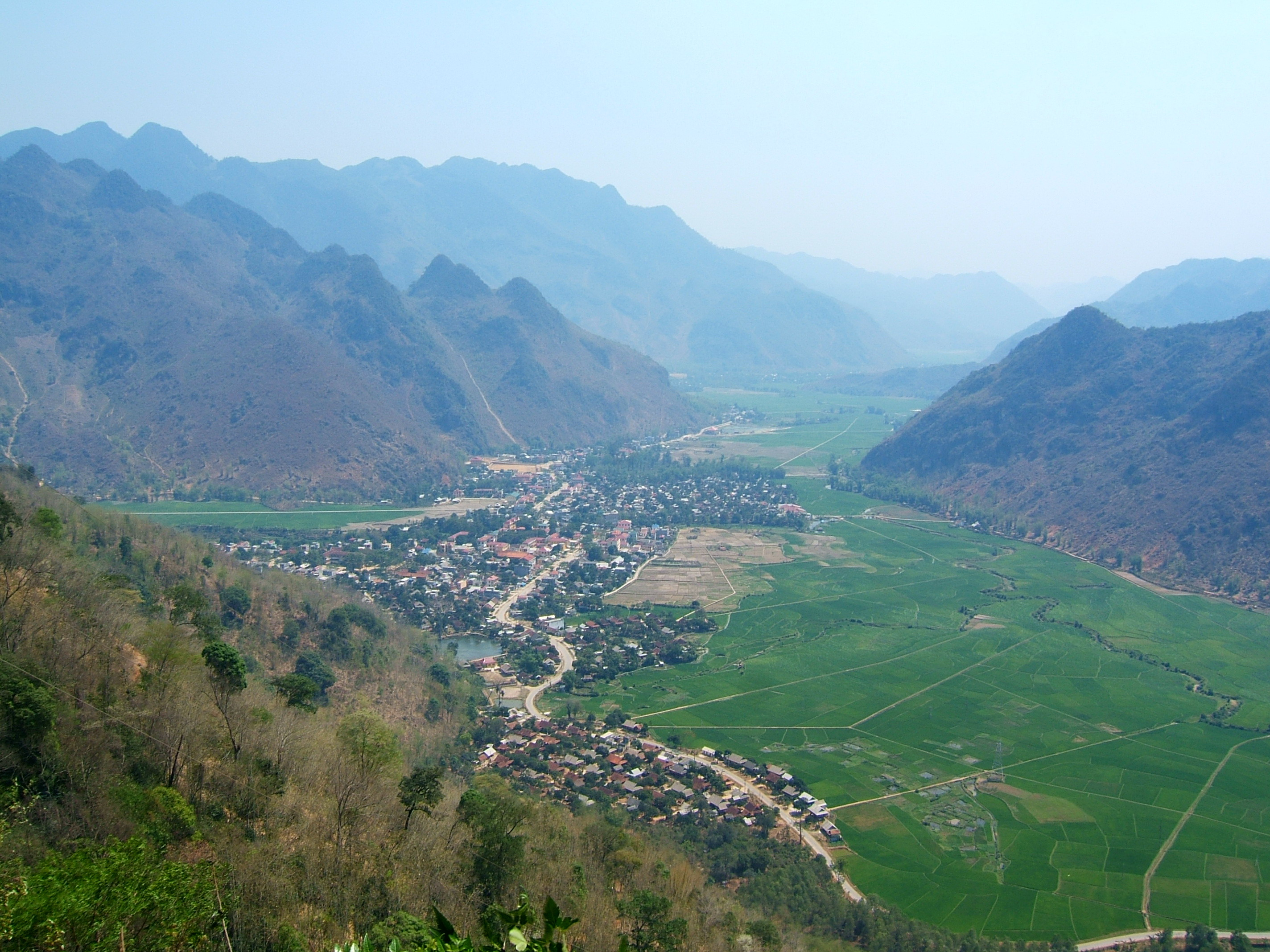
마이쩌우현의 풍경

호아빈성은 11개의 시 또는 시진과 191개의 사, 그리고 8개의 방(坊)으로 더 세분된다. 이 중 마이쩌우현은 호아빈성의 경제관광 발전 가능성이 가장 높은 지역이다. 호아빈성 인민위원회는 2006년 2월 호아빈시를 호아빈성의 성도로 만들기로 결정했다.
1개의 시와 9개의 현으로 나뉜다. 2019년 12월 17일 끼선현(Kỳ Sơn)이 호아빈시 끼선방으로 통합되었다.

### 시
- 호아빈시 (Hòa Bình / 和平市)

### 현
| 현         | 베트남어        | 한자   | 면적 (km2) |
| ---------- | --------------- | ------ | ---------- |
| 까오퐁현   | Huyện Cao Phong | 高峰縣 | 254.37     |
| 다박현     | Huyện Đà Bắc    | 陀北縣 | 779.04     |
| 낌보이현   | Huyện Kim Bôi   | 金盃縣 | 549.50     |
| 락선현     | Huyện Lạc Sơn   | 樂山縣 | 581.00     |
| 락투이현   | Huyện Lạc Thủy  | 樂水縣 | 293.00     |
| 르엉선현   | Huyện Lương Sơn | 良山縣 | 369.85     |
| 마이쩌우현 | Huyện Mai Châu  | 枚州縣 | 564.54     |
| 떤락현     | Huyện Tân Lạc   | 新樂縣 | 523.00     |
| 옌투이현   | Huyện Yên Thủy  | 安水縣 | 282.00     |

## 관광
- 바비 국립공원

## 갤러리

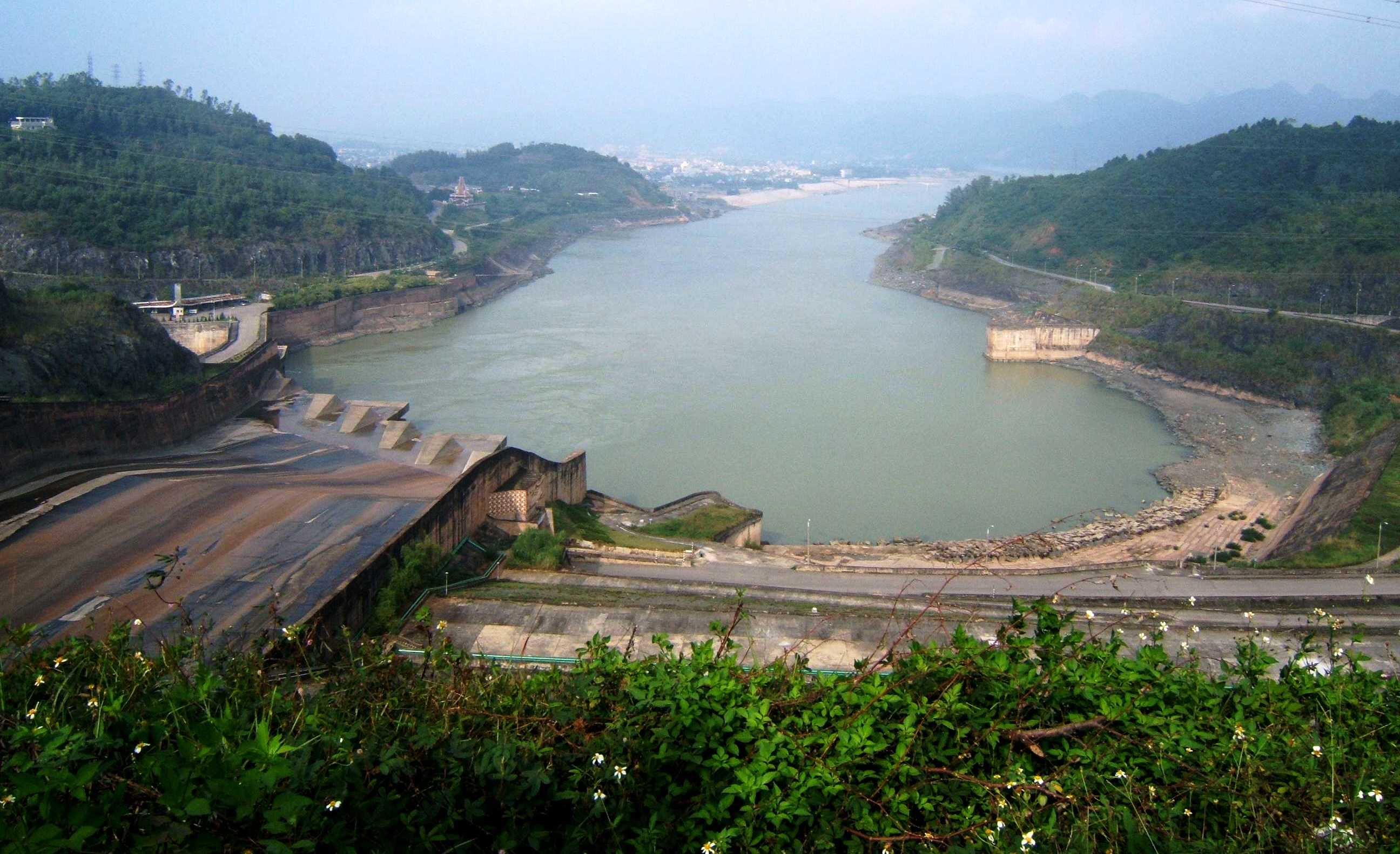
호아빈댐
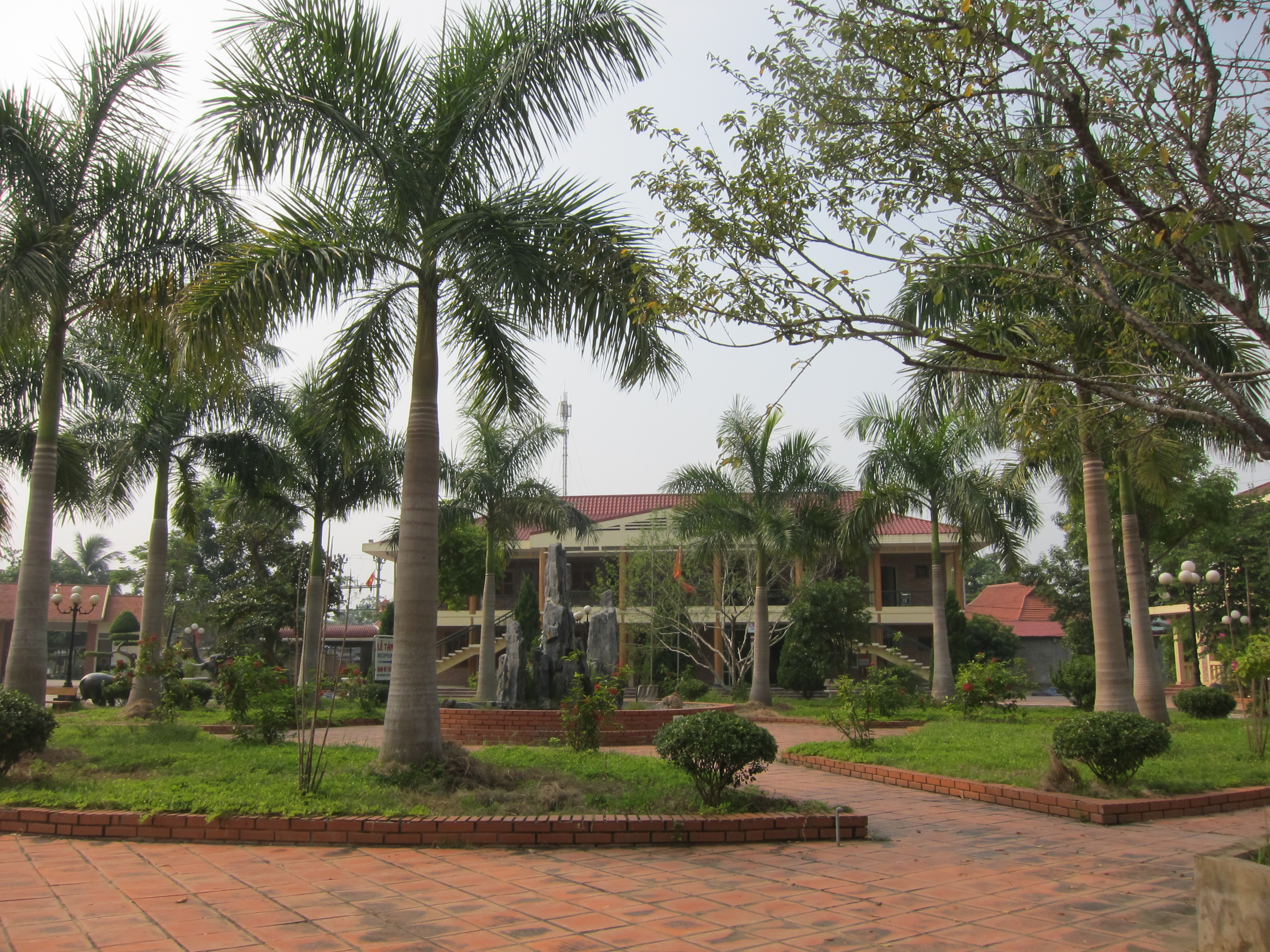
낌보이 온천
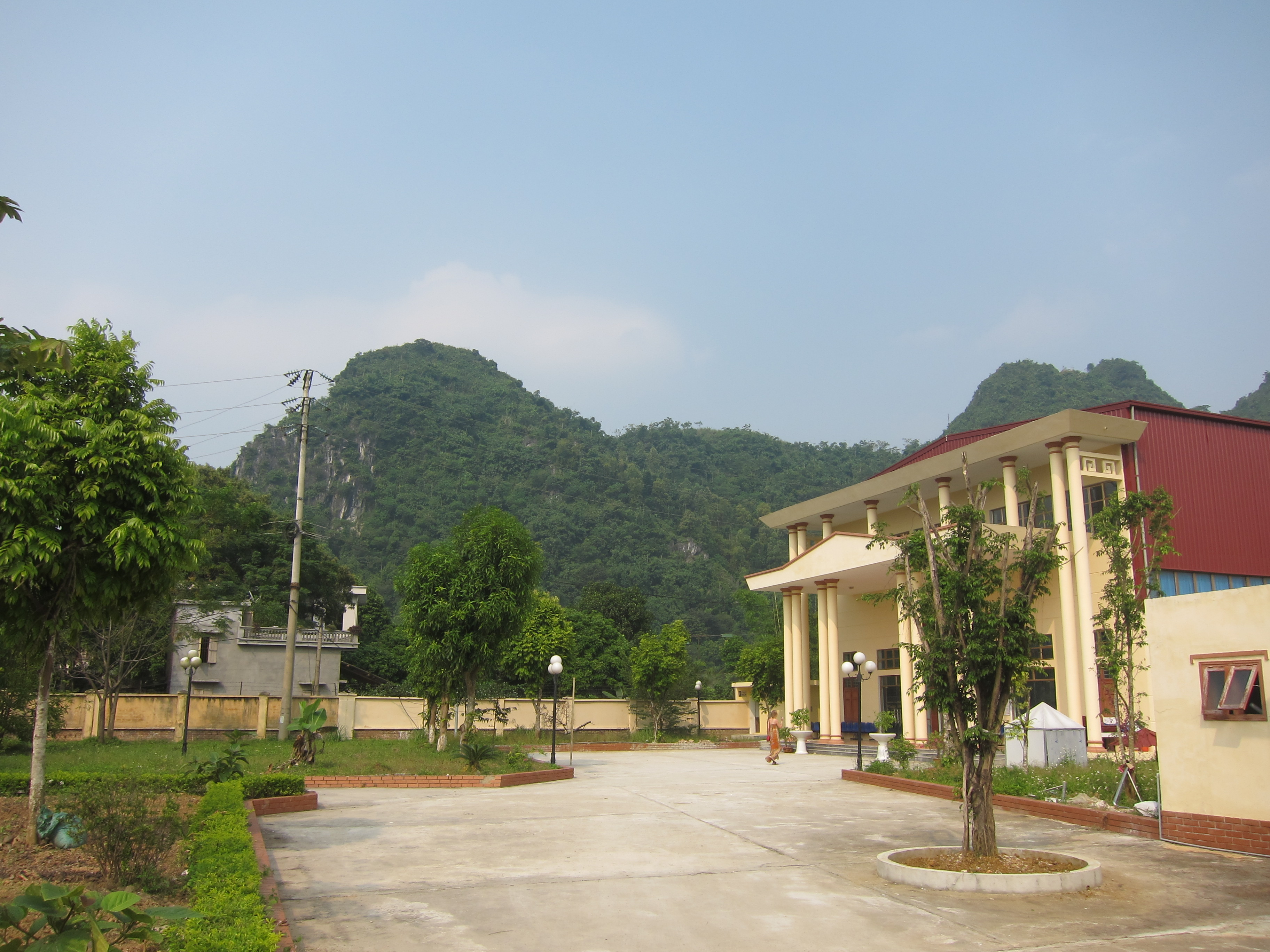
낌보이 온천2
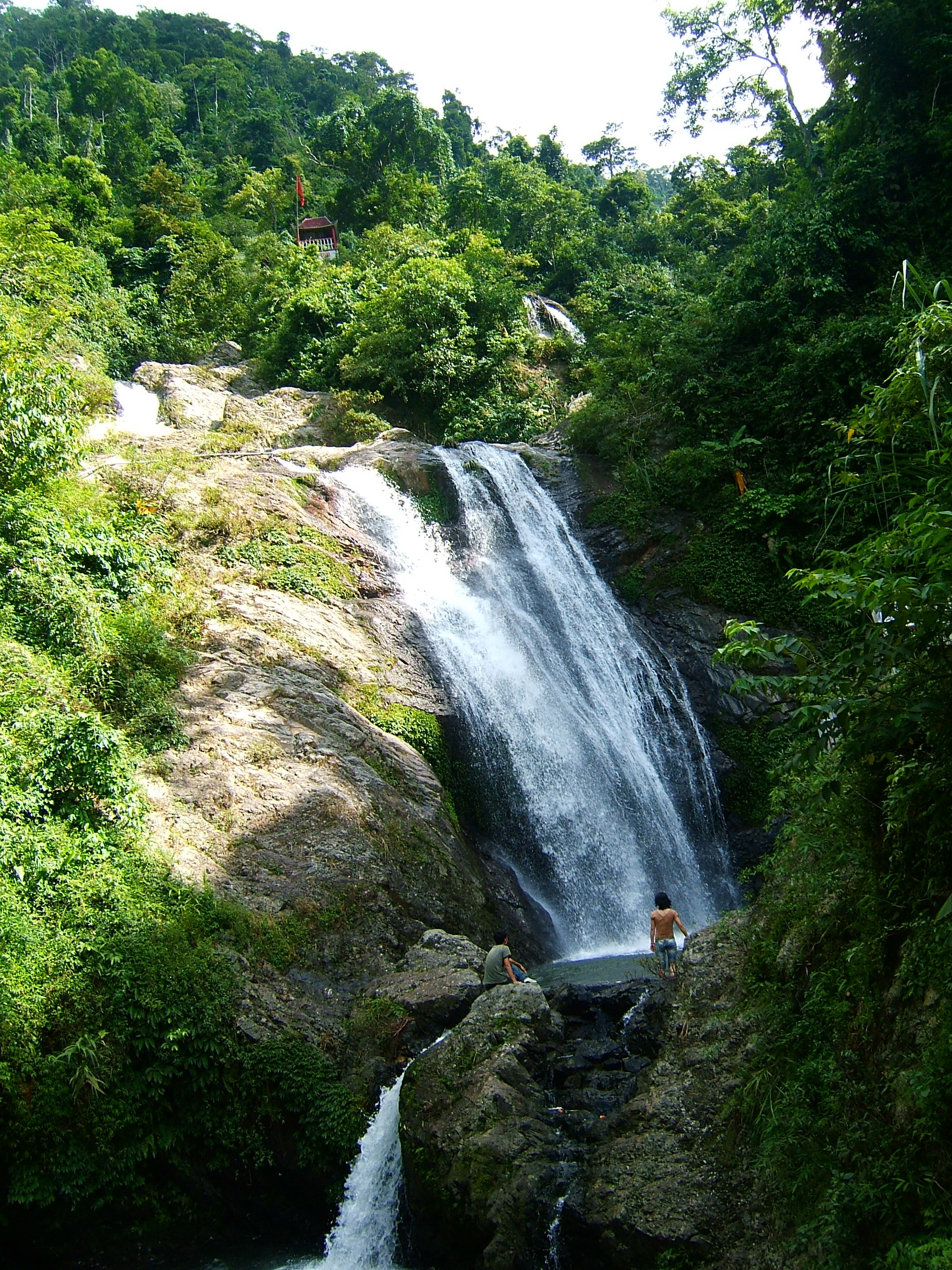
낌보이현의 뚜선 폭포